# Saint-Pierre-du-Mesnil
Saint-Pierre-du-Mesnil település Franciaországban, Eure megyében. Lakosainak száma 93 fő (2018. január 1.).

## Népesség
A település népessége az elmúlt években az alábbi módon változott:
| Lakosok száma | 130  | 152  | 89   | 90   | 86   | 104  | 107  | 102  | 97   | 93   |
|               | 1962 | 1968 | 1982 | 1990 | 1999 | 2008 | 2011 | 2013 | 2017 | 2018 |